# Pac-Man 99
Pac-Man 99 è stata una versione gratis e online del videogioco Pac-Man, sviluppato da Arika e pubblicato da Bandai Namco Entertainment per Nintendo Switch il 7 aprile del 2021.
Il 16 maggio 2023, Bandai Namco e Nintendo hanno annunciato che il gioco sarebbe stato interrotto l'8 ottobre 2023, anche se i giocatori che possiedono la modalità DLC sbloccata potranno continuare a giocare alle modalità offline dopo la chiusura dei server del gioco .
I temi DLC a pagamento e il DLC sbloccato sono stati rimossi dall'elenco rispettivamente in agosto e settembre.

## Accoglienza
Tommaso Valentini di Multiplayer.it trovò che il gameplay funzionasse indubbiamente bene in questa nuova incarnazione, riuscendo a far divertire chi avrebbe deciso di impegnarsi a fondo con il titolo sviluppato da Arika. Tuttavia Valentini constatò la mancanza completa di tutorial adeguati e di un livello considerevole di fortuna, oltre che di strategia pura, caratteristiche assolutamente necessarie per ottenere la medaglia d'oro. Pac-Man 99 si rivelava un titolo più che sufficiente nella sua versione gratuita ma che avrebbe potuto ambire tranquillamente a vette più elevate con un piccolo sforzo in più, non solo dal punto di vista della struttura di gioco ma anche dalla parte visiva. Andrea Fontanesi di Everyeye.it affermò che il titolo confermava nuovamente la bontà della formula multigiocatore, dove i giocatori avrebbero dovuto affrontare un battle royale migliore del modesto Pac-Man: Mega Tunnel Battle, rivelandosi molto più tattico, partecipato e divertente nel corso del tempo. Fontanesi confrontò Pac-Man 99 con Tetris 99, altro titolo ad opera dello studio di sviluppo, affermando che si trattava di un'esperienza potenzialmente più lenta a ingranare, ma che una volta assimilate le varie meccaniche, il coinvolgimento trascinante non sarebbe mancato e avrebbe fatto certamente felici i giocatori. Il recensore criticò il prezzo dei DLC, decisamente esagerati per la povertà dei contenuti che poteva offrire.